# Вагатин
Вагатин (арм. Վաղատին) — село в Сюникской области, находится в 14 км восточнее городa Сисиан, на левом берегу реки Воротан.

## История
До 1995 года село называлось Вагуди.

## Население
По данным «Свода статистических данных о населении Закавказского края, извлеченных из посемейных списков 1886 года» в селе Вагуды Вагудинского сельского округа Зангезурского уезда было 137 дыма и проживало 926 азербайджанцев (указаны как «татары»), которые были в основном шиитами по вероисповеданию и крестьянами.
По данным Кавказского календаря на 1912 год, в селе Вагуды Зангезурского уезда проживало 1226 человек, в основном азербайджанцев, указанных как «татары».

## Достопримечательности
Вблизи села у ущелья реки Воротан находится монастырь Воротнаванк, построенный царицей Шаандухт в X-XI вв. .